# Poslední objetí
Poslední objetí (v anglickém originále Last Embrace) je americký filmový thriller z roku 1979. Natočil jej režisér Jonathan Demme podle scénáře Davida Shabera. Ten vycházel z knihy The 13th Man (1977) od Murraye Teigha Blooma. Hlavní roli vládního agenta Harryho Hannana ve filmu ztvárnil Roy Scheider. Hannan se nervově zhroutí poté, co je místo něj zastřelena jeho manželka.

## Obsazení
| Roy Scheider       | Harry Hannan    |
| Janet Margolin     | Ellie Fabian    |
| Christopher Walken | Eckart          |
| Sam Levene         | Sam Urdeil      |
| John Glover        | Richard Peabody |
| Marcia Rodd        | Adrian          |
| Andrew Duncan      | Bernie Meckler  |
| Charles Napier     | Quittle         |
| David Margulies    | Rabbi Drexel    |